# Transport ferroviaire en Albanie
Plan
Le transport ferroviaire en Albanie est constitué d'un réseau ferroviaire à écartement normal (1 435 mm).

## Le réseau ferré
Le réseau ferroviaire principal comprend 334 km de lignes à écartement normal (1 435 mm) dont 287 km en exploitation. Aucune n'est électrifiée.
Le réseau est géré et exploité par Hekurudha Shqiptare, entreprise d'État.
Le code attribué à l'Albanie par l'Union internationale des chemins de fer est le 41.
Il n'existe pas de ligne à grande vitesse. Aucune ville n'a été dotée de métro ni de tramway.
Le réseau ferroviaire albanais n'est pas du tout électrifié, et fonctionne à 100 % sur traction autonome, il est également le réseau le moins développé et le plus vétuste en Europe, avec des infrastructures dégradées et plus du tout entretenues depuis la mort d'Enver Hoxoa en 1985.

## Histoire

### Les débuts
À partir de 1917, environ 300 km de voies ont été construites à des fins militaires et industrielles, avec des voies à écartement étroit (selon les lignes 600 mm, 750 mm ou 760 mm). Elles ont servi jusqu'à la fin des années 1920.
En 1930, alors que l'Italie et l'Albanie entretiennent des relations serrées, la société italienne Societa Italiana delle Miniere di Selenizza (SIMS) construit une ligne à voie étroite de 30 km à l'écartement de 950 mm pour les mines d'asphalte de Selenitza et Mavrovë. Les lignes se rejoignaient à Peshkëpi, d'où elles continuaient jusqu'au port de Vlora. La ligne a été convertie à l'écartement de 600 mm vers 1950 et a fonctionné jusqu'en 1994. La traction était assurée par plusieurs types de locomotives : deux locomotives diesel-hydrauliques des ateliers FAUR (en) en Roumanie et deux construites par AGEVE (sv) en Suède. Il y avait enfin trois locomotives à vapeur fabriquées par Fablok en Pologne de type Px48 (de).
Ces locomotives ont ensuite servi quelques années pour l'usine de sel de la lagune de Nartë.
Vers 1938, deux lignes pour le transport de minerai, à l'écartement de 760 mm sont construites dans les secteurs de Shkozet et Sukth ; elles ont été fermées quelques années plus tard.
Pendant la Seconde Guerre mondiale, une ligne à voie étroite a été construite entre Shkozet et Lekaj. La première ligne à écartement standard a été construite sur son tracé.

### À partir de 1947
À l'issue de la Seconde Guerre mondiale et de la prise du pouvoir par Enver Hoxha, la décision de créer un réseau ferré est rapidement prise. Plusieurs lignes sont construites, à écartement standard, dans des conditions de terrain assez faciles (en plaine).

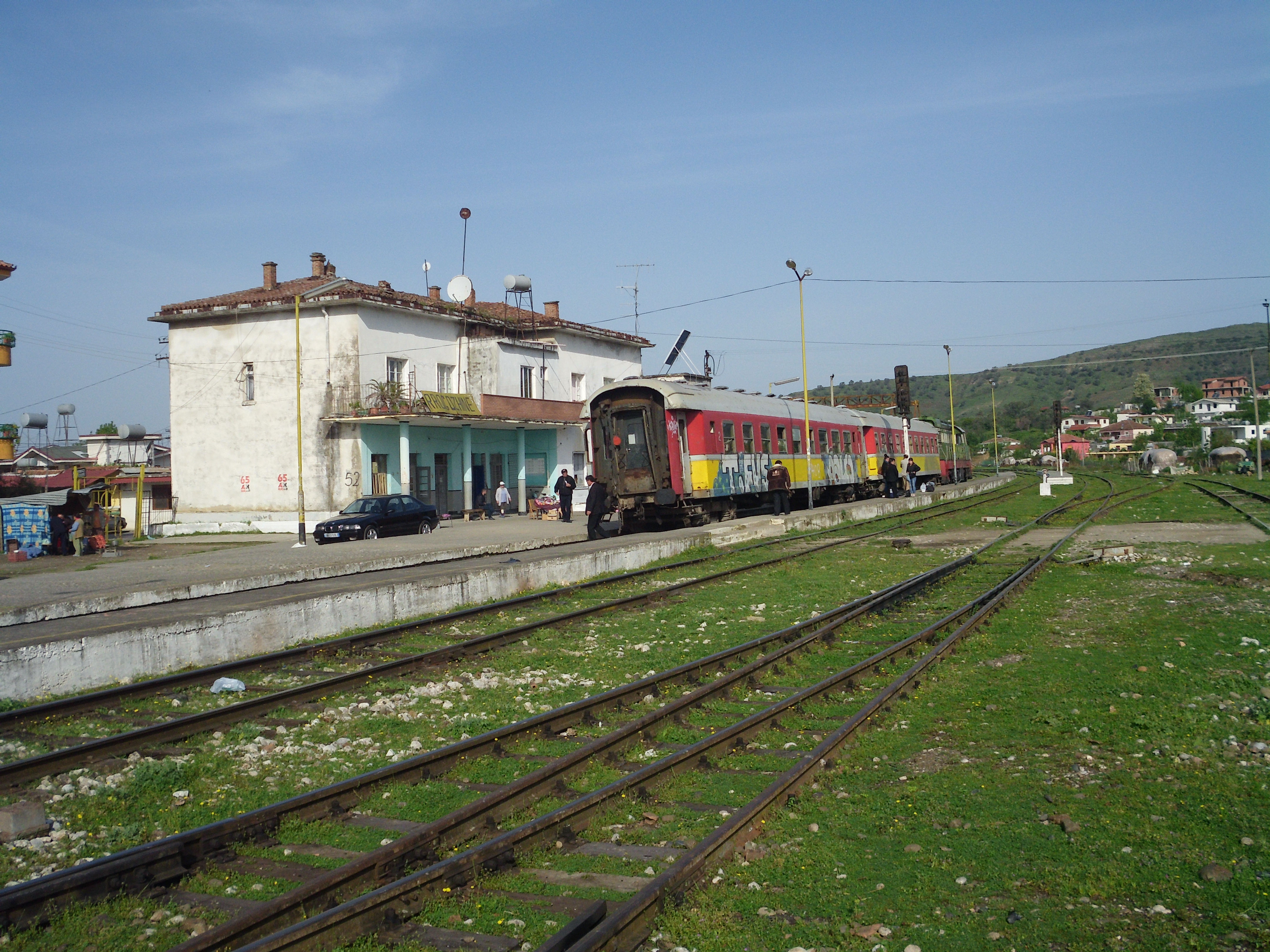
Un train en gare de Rrogozhine en 2014.

La construction de la toute première ligne de chemin de fer du pays a été facilitée par la Yougoslavie voisine. L'Albanie avait connu de nombreuses inondations en 1946 et la Yougoslavie s'était engagée dans une campagne d'assistance alimentaire et économique. Les géomètres yougoslaves ont effectué le tracé ; les rails et les traverses devaient à l'origine être importés d'Italie, mais ils ont finalement été fournis aussi par les Yougoslaves. Les rails ont été coulés dans les fonderies de Zenica, en Bosnie-Herzégovine actuelle.
La construction mobilise jusqu'à 30 000 ouvriers officiellement volontaires travaillant à la pelle et à la pioche près de 16 heures par jour, en particulier pour creuser le tunnel de 390 m juste avant la gare de Rrogozhinë. Après six mois de travaux, les 43 km de la première ligne reliant le port de Durrës à Peqin sont mis en service dès le 7 novembre 1947, date anniversaire de la révolution bolchévique.

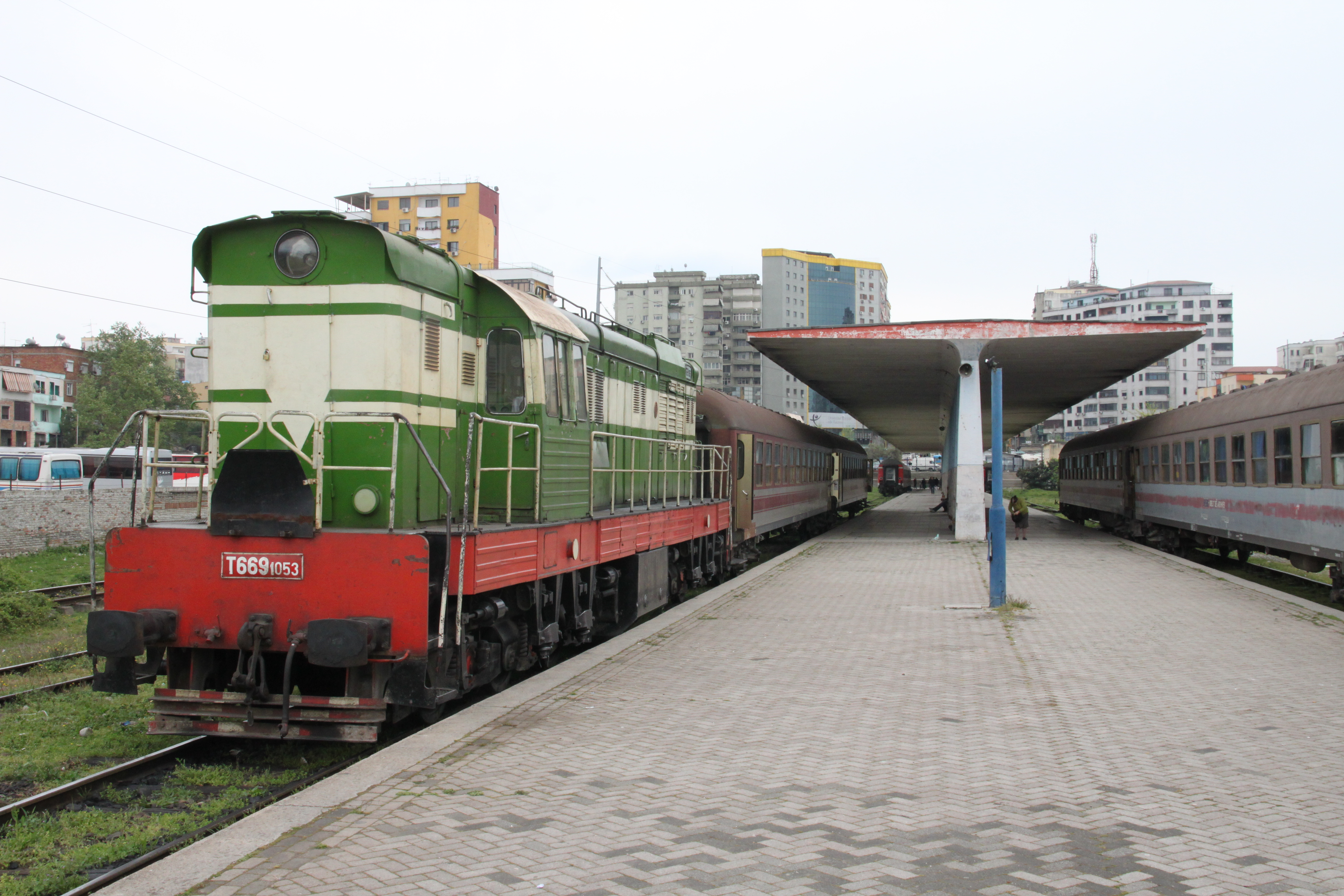
Le quai unique de la gare de Tirana en 2011 (avant sa démolition en 2013).

La deuxième ligne devait relier la capitale Tirana au port de Durrës. Elle s'embranche sur la première ligne à Shkozet, à 2 km de Durrës où les travaux ont commencé le 11 avril 1948. Les relations avec la Yougoslavie s'étant détériorées, la ligne est réalisée avec des volontaires du Parti de la jeunesse communiste bulgare, sous la supervision d'ingénieurs russes. L'inauguration a lieu moins d'un an plus tard, le 23 février 1949, jour anniversaire de la "glorieuse armée soviétique". Au total, 29 000 jeunes de toute l'Albanie ont participé à la construction de cette ligne. La constitution de cette ligne est cependant très sommaire. La gare de la capitale ne comporte qu'un quai desservi par une voie de chaque côté.    
Afin de poursuivre la première ligne au-delà, vers Elbasan, très important centre industriel du pays, l’Albanie ne disposa d’aucune aide étrangère. En outre, le tracé se heurtait à un terrain plus difficile. Longeant la vallée sinueuse du Shkumbin d'une rive à l'autre, il a fallu construire sept ponts et quatre tunnels (successivement 298 m, 210 m, 727 m et 454 m). Cette ligne devait avant tout assurer un meilleur accès aux usines construites à Cërrik et à Elbasan. Le percement des tunnels fut confié à près de 700 prisonniers pour lesquels un camp de travail avait été établi près de Bishqem. La ligne de 30 km a été ouverte le 21 décembre 1950 jour anniversaire officiel de Joseph Staline. La ligne a alors comme terminus Kraste, quelques kilomètres au-delà d'Elbasan.

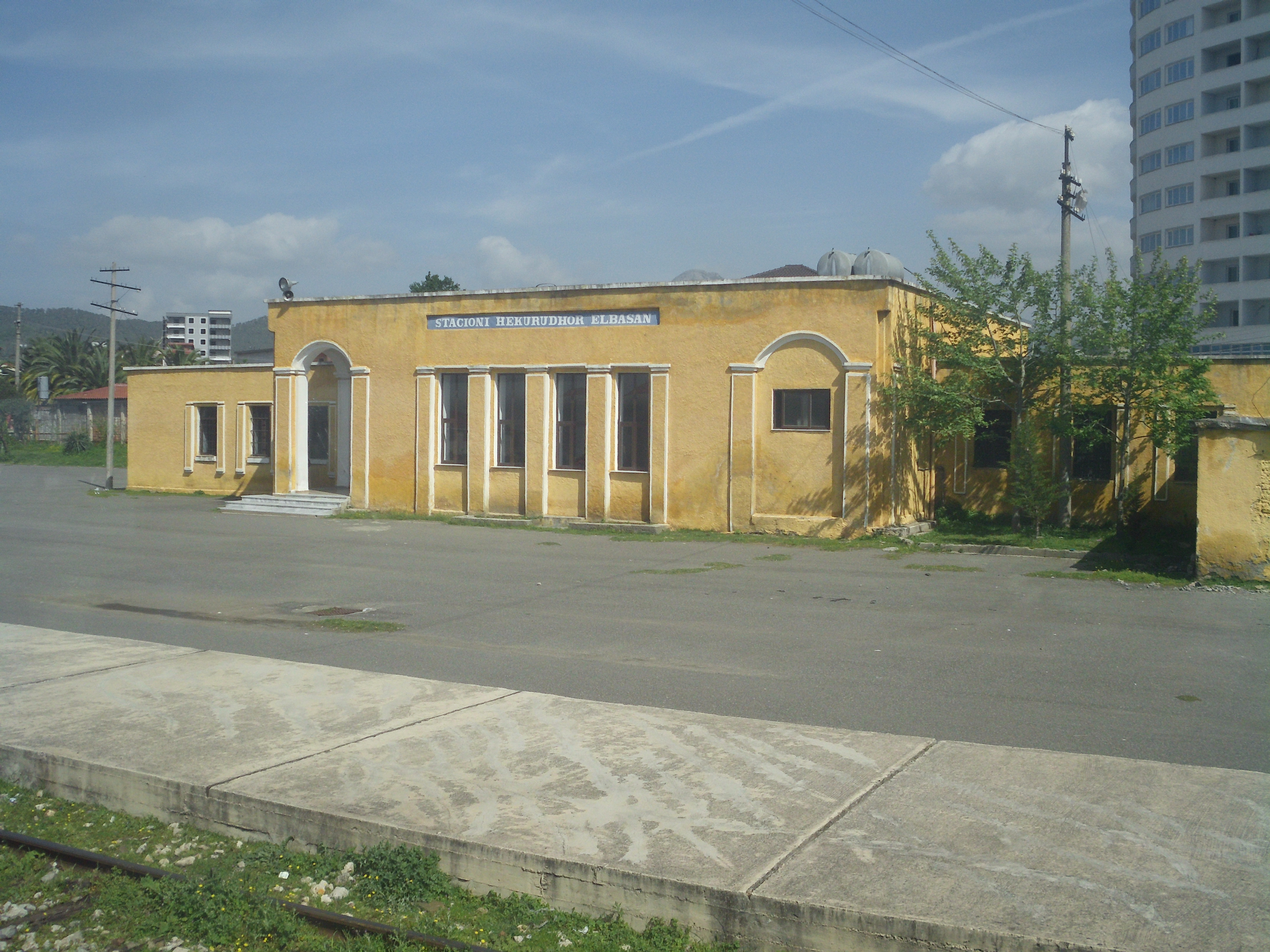
La gare d'Elbasan en 2014.

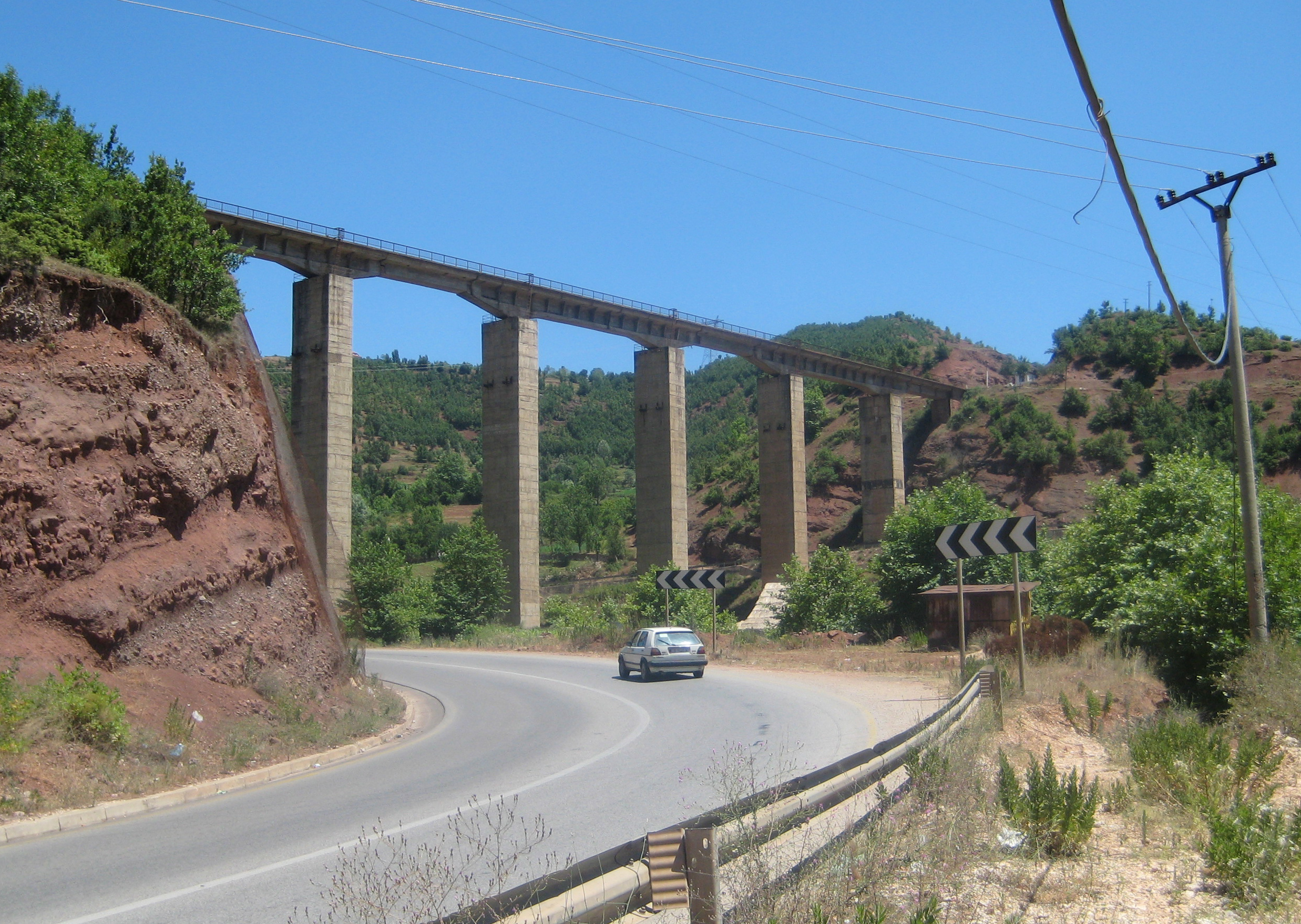
Le pont de Bushtrica supportant la ligne Elbasan–Prrenjas.

L'introduction de locomotives diesel provenant de Tchécoslovaquie pour remplacer les locomotives à vapeur initiales se fait en 1957.
Dans les années 1960, au nord de Tirana, des usines d'acide sulfurique et de superphosphate sont construites à Laç. L'objectif principal était de fabriquer des engrais chimiques pour la production agricole du pays. Une ligne est donc construite à partir de Vorë (situé sur la ligne Durrës - Tirana) sur une longueur de 28 km jusqu'à Laç. La ligne est mise en service le 7 mai 1963. À Budull, elle comporte un embranchement industriel de 5 km vers la cimenterie de Fushë-Krujë.
Au sud du pays, à Patos près de Fier, des gisements pétroliers étaient connus depuis 1928. En 1957, l'importante champ pétrolier de Marinza est découvert. L'ensemble de la zone devient alors un véritable complexe industriel de la pétrochimie. C'est ainsi qu'un nouvelle ligne est construite pour atteindre ce secteur. La ligne quitte celle d'Elbasan à Rrogozhinë (à 34 km de Durrës) et rejoint Fier, sur une longueur de 50 km. Elle est mise en service le 13 octobre 1968. La ligne sera prolongée dans un secteur montagneux de 26 km le 10 mars 1975 jusqu'à Ballsh où a été construite une raffinerie.
Le réseau s'agrandit peu à peu les années suivantes. La ligne d'Elbasan est prolongée le 25 mars 1972 de 25 km jusqu'à Librazhd, puis en juillet 1974 de 28 km jusqu'à Prrenjas (importantes mines de nickel) et enfin en juillet 1979 de 27 km jusqu'à Pogradec (en réalité, jusqu'au village de Memëlishtle à "Guri i Kuq" à 4 km au nord de Pogradec).
À partir de 1980, c'est la ligne vers le nord qui est prolongée : au-delà de Laç, le premier tronçon mis en service rejoint Lezhë à 20 km en avril 1981, puis Shkodra, 34 km plus loin le 11 novembre 1981 ; le premier train de voyageurs l'atteindra le 25 janvier 1982). La ligne arrive à la frontière avec la Yougoslavie le 11 janvier 1985 (vers Podgorica). Cependant, elle ne sera ouverte au fret qu'à partir de 1986 avec un trafic très réduit et aucun train de voyageurs n'y a jamais circulé. La ligne est fermée à la suite des sanctions prises par l'ONU après les conflits dans l'ex-Yougoslavie. Elle ouvre brièvement en 1997, mais elle est fermée peu de temps après : l'Albanie traverse une crise grave et des rails sont volés pour servir à la revente de matériau. La ligne est rouverte à partir de 2003, en transférant les rails pris sur le tronçon de Milot à Rrëshen. Un traité de coopération est signé entre les deux États voisins pour le choix de la gare frontière : ce sera Tuzi et Bajzë en alternance tous les deux ans.
De 1985 à 1989, la ligne du sud est enfin prolongée : le 14 octobre 1985 le rail atteint Vora à 25 km de Fier. Sa construction s'effectue sur un terrain sableux et avec les mêmes moyens artisanaux que cinquante ans avant).
En 1989, une nouvelle ligne est créée au départ de Milot (à 54 km de Durrês) sur la ligne de Vlora à Shkodra. Le but est d'atteindre Klos. Il y a dans cette zone montagneuses de nombreuses mines et leur acheminement sera facilité par le rail. Un premier tronçon de Milot à Rrëshen est mis en service en 1989 après des travaux réalisés par des milliers de jeunes volontaires - seuls les travaux de construction des ponts ayant été confiés à des ouvriers professionnels. Le service de trains de voyageurs n'y fonctionnera qu'à partir de 1995, et seulement pendant deux ans. En effet la ligne est en très mauvais état et les trains ne peuvent rouler à plus de 10 km/h. La poursuite des travaux vers Klos est confiée à un régiment de l'infrastructure. Les travaux de gros œuvre (terrassements, ouvrages d'art) sont terminés en 1994... mais les mines ont fermé entre-temps. La construction est alors arrêtée. En 2002, le tronçon sera déferré, les rails étant vendus au prix du métal ou réutilisés pour reconstruire la ligne à la frontière nord. Le tracé a été partiellement réutilisé pour la construction de l'Autoroute A1.
Le réseau atteindra une longueur maximale de lignes de 431 km [voir tableau ci-dessous].

### De 1997 à 2015
Depuis 1997, le réseau, qui avait été construit de manière précaire, se détériore peu à peu. De nombreuses lignes ne sont exploitées que partiellement, avec un trafic très réduit. Le matériel roulant, qui provenait de seconde main, est de moins en moins entretenu. En 2013, la gare de Tirana est démolie, faisant de cette ville une des rares capitales d'Europe à ne pas disposer de gare. Le 26 mai 2015, la gare de Kashar, à 7 km du centre de Tirana, devient le terminus de la ligne et est inaugurée en tant que tel par le ministre des Transports et des Infrastructures Edmond Haxhinasto.

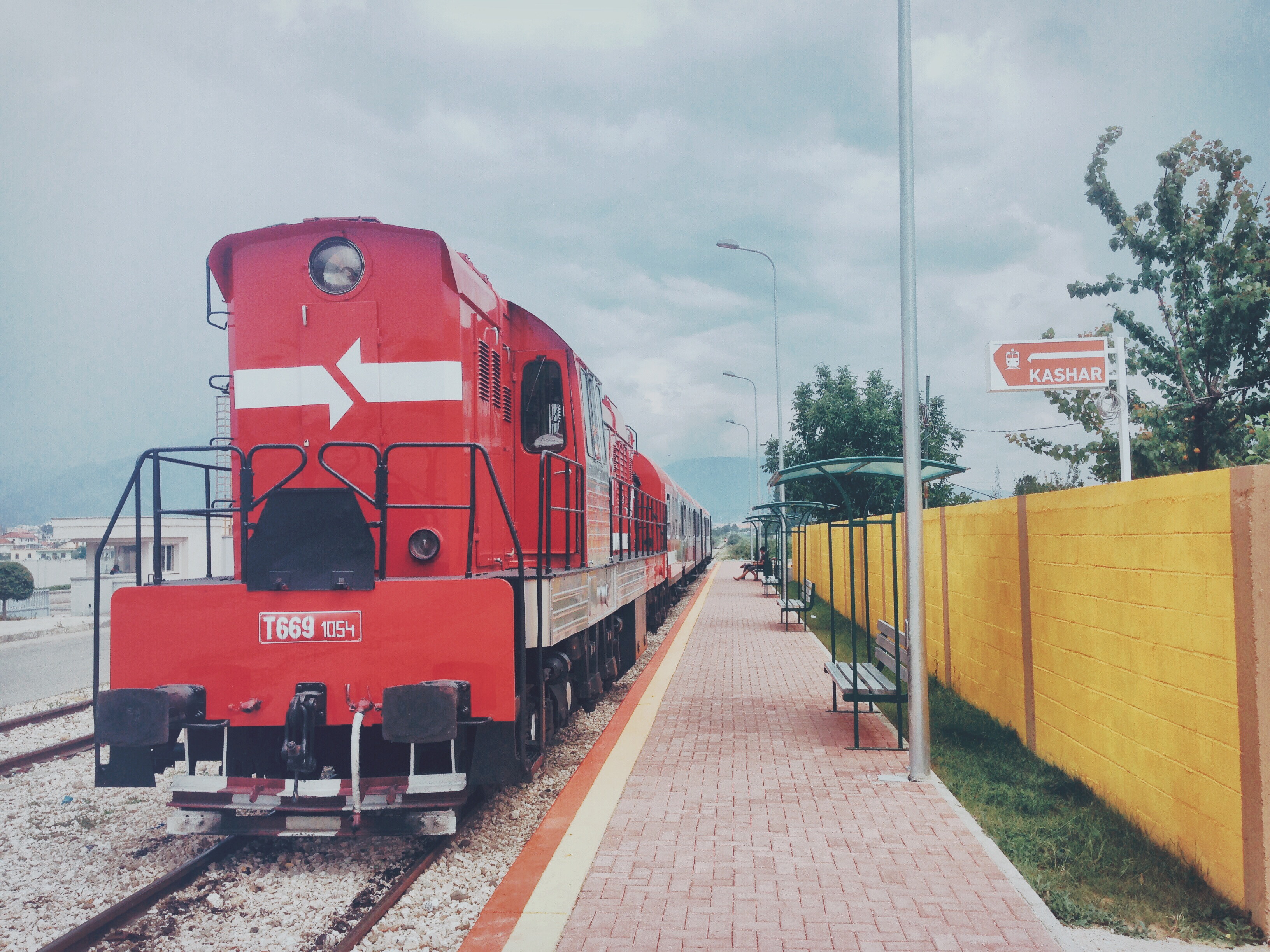
Un train en gare de Kashar en juin 2015.

### Depuis 2015
Le gouvernement albanais, avec l'aide de l'Union européenne a commencé la rénovation du réseau. Celle-ci a commencé en 2018 pour les lignes de Fier à Ballsh et de Fier à Vlora, en concession avec l'opérateur ferroviaire Albrail.
En 2025, le pays annonce le lancement de la séparation entre le gestionnaire et l'exploitant du réseau, tout en lançant une procédure de mise en concurrence pour l'exploitation et le développement de certaines des lignes du pays. Le but affiché par le gouvernement est de se mettre en conformités avec les règles européennes sur le sujet, afin de bénéficier de potentielles subventions et d'être en accord dans le cadre de sa candidature au statut de membre.

### Les projets
- Projet vers l'aéroport de Tirana

Un projet de construction d'une ligne vers l'aéroport de Tirana a été lancé en 2018. Les travaux ont commencé en novembre 2018 visant une mise en service d'ici 2020. Ils consistent à rénover la ligne de Durrës à Tirana, à bâtir une nouvelle gare à Tirana et à construire un embranchement d'environ 7 km relié à cette ligne (avec un triangle) pour desservir l'aéroport.
- Projets vers la Macédoine du Nord et la Grèce

Deux études de faisabilité ont été lancées en 2017 pour des liaisons ferroviaires vers la Macédoine du Nord  et la Grèce à partir de la ligne de Pogradec. Une antenne pourrait se détacher de la ligne aux environs de Lin, en bordure du lac d'Ohrid à proximité immédiate de la frontière macédonienne ; en prolongeant la ligne au-delà de Pogradec vers le sud, une jonction serait possible avec la ligne passant à Flórina. Aucun budget ni calendrier ne sont annoncés.

## Liste des lignes
Le tableau reprend l'ensemble des lignes construites depuis 1947. Elles sont toutes à écartement standard, à voie unique et non-électrifiées.
| Ligne                 | Longueur (en km) | Villes desservies                                 | Date de mise en service | Date de fermeture                  | Notes                  |
| --------------------- | ---------------- | ------------------------------------------------- | --- | ---------------------------------- | ---------------------- |
| Durrës - Pogradec     | 152              | Durrës - Elbasan - Librazhd - Prrenjas - Pogradec | Durrës - Peqin : 1947 Peqin - Kraste : 1950 Kraste - Librazhd : 1972 Librazhd - Prrenjas : 1974 Prrenjas - Pogradec : 1979 | Librazhd - Pogradec (53 km) : 2012 |                        |
| Durrës - Tirana       | 37               | Durrës - Kashar - Tirana                          | 1949 | Kashar - Tirana (7 km) : 2013      |                        |
| Vorë - frontière nord | 110              | Vorë - Laç - Lezhë - Shkodra                      | Vorë - Laç : 1963 Laç - Shkodra : 1981 Shkodra - frontière : 1985                                                          |                                    |                        |
| Budull - Fushë-Krujë  | 5                | Fushë-Krujë                                       | 1963 |                                    |                        |
| Rrogozhine - Fier     | 50               | Lushnjë - Fier                                    | 1968 |                                    |                        |
| Fier - Ballsh         | 26               | Fier - Ballsh                                     | 1975 |                                    | Rénovation depuis 2018 |
| Fier - Vlora          | 25               | Fier - Vlora                                      | 1975 |                                    | Rénovation depuis 2018 |
| Milot - Rrëshen       | 26               | Milot - Rrëshen                                   | 1989 | 1996                               |                        |

## Opérateurs
En 2019, le seul opérateur est la société nationale Hekurudha Shqiptare depuis 1950. Cependant, le réseau a été ouvert à la concurrence en 2005. Les travaux de rénovation des lignes de Fier à Ballsh et à Vlora ont été confiés à Albrail sous forme de partenariat public-privé.

## Statistiques
Les statistiques proviennent de l'INSTAT (Institut de Statistiques) à Tirana,.
Sources pour les résultats des années 2012-2018 : 
- (sq + en) « Transport of passengers, 2012 -2018 » [xls], sur instat.gov.al, INSTAT institut national de la statistique d'Albanie (consulté le 15 avril 2019)
- (sq + en) « Transport of freights, 2012-2018 » [xls], sur instat.gov.al, INSTAT institut national de la statistique d'Albanie (consulté le 15 avril 2019).

|           |                       | 1993  | 1994  | 1995  | 1996  | 1997  | 1998  | 1999  | 2000  | 2001  | 2002  | 2003  | 2004  | 2005  | 2006  | 2007  | 2008 | 2009 | 2010 | 2011 | 2012 | 2013 | 2014   | 2015   | 2016  | 2017  | 2018  |
| --------- | --------------------- | ----- | ----- | ----- | ----- | ----- | ----- | ----- | ----- | ----- | ----- | ----- | ----- | ----- | ----- | ----- | ---- | ---- | ---- | ---- | ---- | ---- | ------ | ------ | ----- | ----- | ----- |
| Voyageurs | en milliers           | 3 961 | 4 022 | 3 739 | 3 389 | 1 820 | 2 269 | 2 270 | 2 381 | 2 676 | 2 270 | 2 070 | 1 758 | 1 440 | 1 659 | 1 091 | 822  | 645  | 430  | 453  | 448  | 329  | 186,62 | 189,71 | 88,69 | 65,98 | 75,88 |
| Voyageurs | en millions pass.-km  | 223   | 215   | 197   | 168   | 95    | 116   | 121   | 125   | 138   | 123   | 105   | 89    | 73    | 80    | 51    | 41   | 32   | 19   | 18   | 16   | 12   | 8      | 7      | 3     | 2     | 3     |
| Fret      | en milliers de tonnes | 539   | 522   | 574   | 521   | 284   | 305   | 361   | 412   | 258   | 340   | 520   | 417   | 404   | 450   | 399   | 355  | 343  | 403  | 317  | 142  | 151  | 338    | 198    | 76    | 150   | 199   |
| Fret      | en millions tonnes-km | 54    | 53    | 53    | 42    | 23    | 25    | 27    | 28    | 19    | 21    | 31    | 32    | 26    | 36    | 53    | 52   | 46   | 66   | 50   | 25   | 23   | 40     | 23     | 9     | 25    | 20    |

## Liaisons avec les pays voisins
Tous les pays voisins utilisent un réseau ferroviaire de même écartement standard.
- Grèce : aucune liaison ; il existe un projet
- Kosovo : aucune liaison; il existe un projet
- Macédoine du Nord : aucune liaison ; il existe un projet
- Monténégro : une liaison existe vers Podgorica mais pour le fret seulement